# Akrostikon

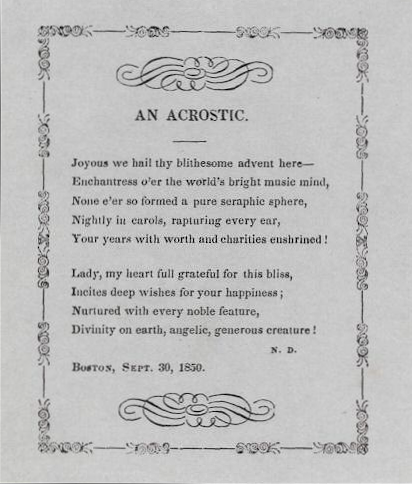
Akrostikon med namnet Jenny Lind, skapat av Nathaniel Dearborn, 1850.

Akrostikon (från grekiska ακρόστιχον, akróstichon) eller namndikt är en dikt där begynnelsebokstäverna (mer sällan slutbokstäverna) i varje rad tillsammans bildar ett ord eller en mening. Akrostikon förekom redan i antiken och var på modet i Sverige under 1600-talet.
Ett akrostikon är till formen ett enkelt korsord, och benämningen används också för korsord som endast har ett lodrätt lösningsord.